# 新以泰
新以泰，是廣東廣州的一間老字號文體用品商號，現名新以泰体育用品公司，位于中山四路178~186号。

## 歷史
原由廣東番禺的鐘錦泉創建于清咸豐末年（1860年），初期稱以泰文房四寶店，設址惠愛八約（同現址），為前店後場（工廠），初期售賣毛筆、玉扣紙、印泥、墨硯、簿冊、學生手工作業紙、中西式帳冊、信箋、信封、鎮紙、筆筒、通書、冥鏹；又經營過土洋紙，有印刷工廠和加工毛筆，時為附近的八桂中學、禺山中學、嶺僑中學、開越中學(今廣州廣播電視大學內)和中大附中等本地學校印製學生作業本，有為其分別印上校名。同時還有為中山醫學院、華強醫院、圖強醫院和眾多船務行印製票據、表格等。
到1946年鐘華接手經營時，其表叔胡金昌建議鐘改營體育用品，商號開始兼營小件體育用品。
1950年代初新以泰加工場與開越中學的操場打通圍牆，免費提供籃球架、籃球、單雙杠等體育器材，並配套跳高、跳遠沙池等，還有代售體育比賽門票，一度成為民辦體育中心。曾先後研製出中國大陸內第一隻無金屬充氣裝置的膠籃球和第一隻全膠鐵餅。
1952年新以泰改體育用品專營，設計和生產主要面向學校的體育用品如鉛球、鐵餅、球衣球褲等。在1960年代初，廣州市各級學校的單、雙杠，籃球架多為該店的產品。
1956年被公私合營，大躍進時期（1958年）新以泰在北京路太平館對面開設分店，經營四十年後，由於鋪址的僑房陸續被收回而被迫退出。
1987年，在原址建成12層新營業大樓，與港商合辦國際康體器材應用維修培訓中心。

## 交通
- 巴士:農講所站，經停：1，27，76a&76，102，107，108，125，243，517，864；夜班1，27，2，40，4，78，9。
- 地鐵：█1号线农讲所站D口

## 外部連結
- 新以泰体育用品 （页面存档备份，存于）